# Hansel und Grethel oder der Menschenfresser
Hänsel und Grethel oder der Menschenfresser ist ein von Franz von Pocci verfasstes Drama in zwei Aufzügen, das sich an das Märchen Hänsel und Gretel anlehnt.

## Handlung
Hansel und Grethel, die Kinder des armen Holzfällers Peter und seiner Frau Marianne, werden von ihrer Mutter zum Beerenpflücken in den Wald geschickt. Sie verirren sich und kommen an das Haus von Professor Fleischmann, der ein Kannibale ist und glaubt, „dass die Summe aller wissenschaftlichen Forschungen im Betreffe des menschlichen Körpers nur darin gefunden werden kann, in dem man den Menschen selbst isst.“. Fleischmann sperrt die Kinder ein, seine gutmütige Haushälterin Katherine verspricht ihnen aber, sie zu befreien. Kasperl Larifari, ein Schneidergeselle, den schon Peter von der Tür gewiesen hat, wird von Fleischmann eingeladen, seine Kleider zu nähen, zumal Fleischmann ihm einen „guten Bissen“ verspricht. Acht Tage lang werden die Kinder und Kasperl in einem Käfig gefangen gehalten und gemästet. Kasperl tobt vor Zorn, sodass Fleischmann befürchtet, Kasperl könne den Käfig zerbrechen und lädt ihn auf ein paar Flaschen Wein ein, um ihn betrunken zu machen. Dummerweise trinkt der Professor selbst so viel Wein, dass er und Kasperl einschlafen. Katherine befreit die Kinder und meldet Fleischmann bei der Polizei. Kurz darauf erscheint der Polizist Schnauzbart bei Peter und Marianne, die endlich durch den Verkauf ihrer Kuh an Geld gekommen sind, und erzählt ihnen vom Menschenfresser, worauf Peter sich mit einer Axt bewaffnet und mit ihm in den Wald geht. Die Kinder und der wieder nüchterne Kasperl werden dort vom ebenfalls wieder nüchternen Menschenfresser gejagt, doch die Kinder verstecken sich in einer Höhle, der Mond versteckt hilfsbereit sein Licht für sie und Kasperl näht Fleischmann die Hosenbeine zusammen. Peter und Schnauzbart tauchen auf, allerdings versteckt Schnauzbart sich in derselben Höhle wie Hansel, Grethel und Kasperl. Peter fragt den Professor, der sich durch die zusammengebundenen Beine nicht mehr rühren kann, nach seinem Namen. Als er erfährt, dass er der Menschenfresser ist, tötet Peter Fleischmann mit seiner Axt. Schnauzbart, Hansel, Grethel und Kasperl kommen hervor. Peter nimmt seine Kinder in die Arme und Kasperl sagt, dass sie nun ins Wirtshaus gehen würden.

## Figuren
- Peter, ein armer Holzfäller
- Marianne, sein Weib
- Hänsel und Gretel, ihre Kinder
- Professor Doktor Fleischmann, Naturgelehrter und Menschenfresser
- Katherine, dessen Haushälterin
- Kasperl Larifari, wandernder Schneidergeselle
- Schnauzbart, Gerichtsdiener
- Die Nacht
- Der Mond

## Form
Das Stück besteht aus zwei Aufzügen, deren Wechsel die acht Tage, die Hansel, Grethel und Kasperl gefangen sind, darstellen soll. Die Bühnenbilder sind während des ersten Aktes der Wald und das Innere einer ärmlichen Hütte; im zweiten ein Studierzimmer, erneut das Innere der Hütte und der Wald.

### 1. Aufzug
- Streit zwischen Peter und Marianne aufgrund ihrer Armut
- Marianne schickt die Kinder zum Beerenpflücken und geht
- Auftritt Kasperl, der das Haus erst für ein Wirtshaus hält und schließlich einschläft
- Verwandlung zum Wald
- Verirrung im Wald und Ankunft bei Professor Fleischmann's Haus
- Katherine's Einladung ins Haus und Versprechen auf Rettung
- Auftauchen des Professors, der die Kinder riecht
- Geständnis Katherine's gegenüber Fleischmann von der Ankunft der Kinder, worauf Fleischmann Stillschweigen über seine Absicht verlangt
- Auftritt von Kasperl, den Fleischmann ins Haus einlädt

### 2. Aufzug
- Verwandlung zum Studierzimmer
- Kasperl Aggression aufgrund der Gefangenschaft
- Fleischmann's Angebot, Wein zu trinken
- Kasperl's und Fleischmann's Trinkgelage
- Professor Fleischmann schleift das Messer und erzählt seine Ideologie
- Kasperl und Fleischmann schlafen ein
- Rettung von Hansel und Grethel durch Katherine
- Verwandlung zum Holzfällerhaus
- Verzweiflung der Eltern, die endlich Geld, aber keine Kinder mehr haben
- Bericht von Schnauzbart über den Professor
- Entschluss von Peter, mit Schnauzbart den Professor zu suchen
- Verwandlung zum Wald
- Die Kinder verstecken sich
- Erschöpfung des Professors
- Zusammennähen seiner Hosenbeine durch Kasperl, der sich ebenfalls versteckt
- Auftritt Schnauzbart, der sich auch versteckt
- Auftritt Peter, der Fleischmann nach seinem Namen fragt
- Antwort des Professors
- Ermordung des Professors durch Peters Axt
- Auftauchen von Schnauzbart, Hansel, Grethel und Kasperl
- Wiedervereinigung der Familie
- Kasperl's Freudenschrei und Vorfreude auf einen Wirtshausbesuch